# Камея Гонзага
«Каме́я Гонза́га» (Парный портрет Птолемея Филадельфа и Арсинои II; камея Мальмезон; итал. Il Cammeo Gonzaga) — камея из трёхслойного сардоникса, относящаяся к лучшим образцам античной глиптики. Согласно общепринятому мнению, является самой знаменитой камеей Эрмитажа.
Представляет собой парный портрет, по наиболее популярной версии изображающий царскую чету эллинистического Египта — супругов, являвшихся одновременно братом и сестрой — Птолемея II Филадельфа (на переднем плане) и Арсинои II (на заднем плане). Выполнена в III в. до н. э. неизвестным автором в Александрии Египетской.
Выставлена в Галерее камей на первом этаже здания Нового Эрмитажа (Инв. № ГР-12678).

## История камеи
Названа в честь первого известного владельца — маркиза Франческо II Гонзага, ренессансного мецената, правителя итальянского города Мантуя. Первое упоминание о ней встречается в 1542 году в инвентарном каталоге собрания «Студиоло» Изабеллы д’Эсте — супруги Франческо, где модели были опознаны ошибочно:
Большая камея оправлена в золото, с рельефными портретами Цезаря [Августа] и Ливии, с золотой гирляндой вокруг, с листьями лавра из зеленой смальты, с жемчужиной внизу, с обратной стороны украшенной чернью, и с табличкой с именем покойной светлейшей госпожи Герцогини.
Молодой Рубенс, видевший камею в начале XVII века, почёл её лучшей из виденных: «Я считаю, что среди гемм с парными портретами эта — прекраснейшая в Европе».
До 1630 года принадлежала мантуанским герцогам. После захвата Мантуи австрийцами, вывезшими оттуда герцогские сокровища, камея хранилась в 1630—1648 годах в Пражском Граде в сокровищнице Габсбургов. Затем она попадает в Стокгольм в качестве трофея шведской армии, разграбившей Прагу. С 1648 года камея находилась в собрании шведской королевы Кристины и обозначалась как «картина из агата с изображением двух римлян, в красном футляре». Когда Кристина отреклась от престола и уехала в один из итальянских монастырей, она увезла с собой и камею. После смерти королевы в 1689 году камея попала к её фавориту кардиналу Д. Аццолино, который продал художественное собрание королевы герцогу Браччиано из рода Одескальки. В 1794 году она хранилась в Ватикане в библиотеке купившего её папы Пия VI, а в 1798 году была изъята французскими военными, оккупировавшими Рим, и увезена во Францию, где впоследствии оказалась в коллекции Жозефины Богарне.
В 1814 году, вступив с войсками в наполеоновскую Францию, император Александр I нанёс визит в Мальмезонский дворец и был тронут бедственным положением Жозефины. Он отдал распоряжения относительно обеспечения безопасности её и её семьи в момент, когда союзные войска входили в Париж. В знак своей признательности Жозефина подарила Александру камею. По имени резиденции Жозефины в XIX веке камею также называли «мальмезонской». В том же году Жозефина скончалась — как говорят, простудившись, гуляя в легком платье по аллеям вместе с русским императором. Часть её коллекции была выкуплена Александром уже у наследников.

### Идентификация моделей

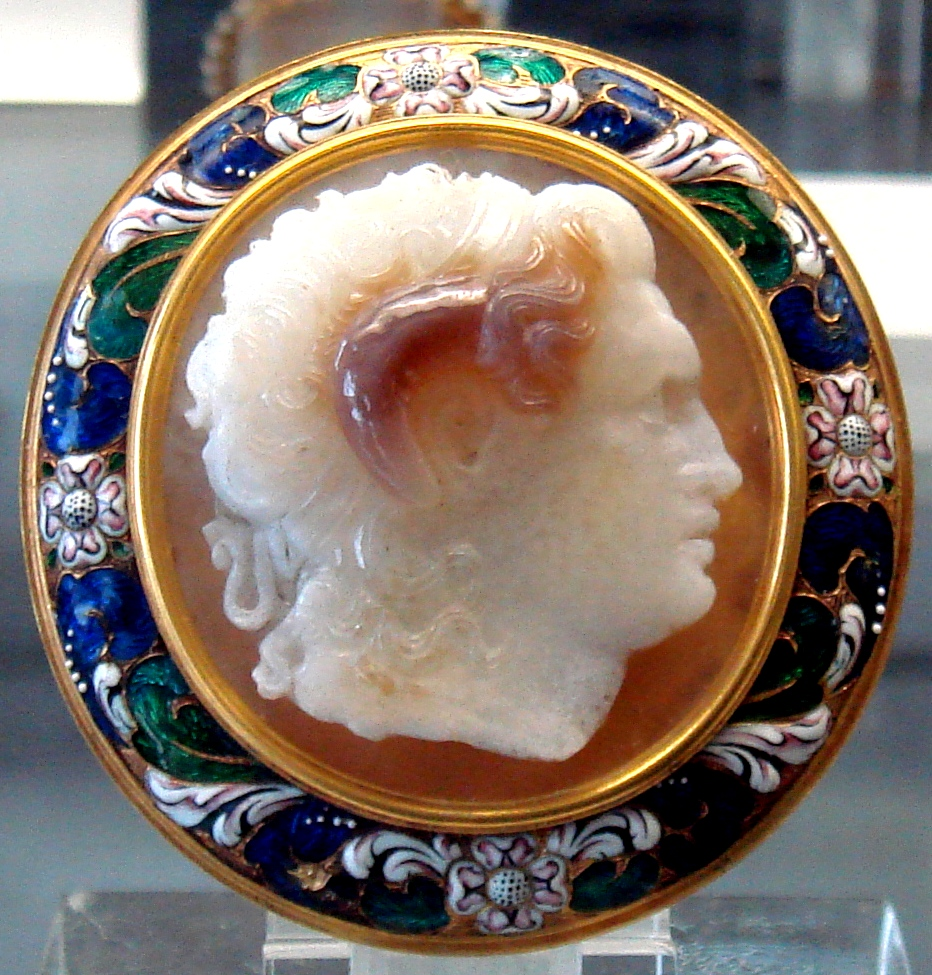
Камея с изображением Александра Македонского, традиционно изображённого в одиночестве, без женщины. Париж, кабинет медалей

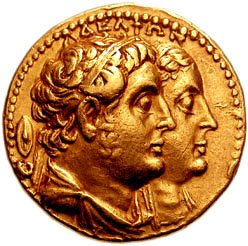
Птолемей II и Арсиноя II на золотой октадрахме

В настоящий момент считается, что камея представляет собой парный портрет эллинистических царей Египта — супругов, являвшихся одновременно братом и сестрой, — Птолемея II Филадельфа и Арсинои II. Поскольку никаких надписей и индивидуальных атрибутов на камее нет, к такому выводу исследователи пришли не сразу.
В эпоху Ренессанса считалось, что на камее изображены Октавиан Август и его супруга Ливия. Также выдвигались версии, что это Александр Македонский и его мать Олимпиада или другие царственные пары Античности: Германик и Агриппина Старшая, и даже Птолемей Филадельф с его первой женой Арсиноей Македонской. Впоследствии мнение изменилось, и возникли следующие версии: среди римлян — Адриан и Вибия Сабина, Нерон и его мать Агриппина Младшая, Калигула и его бабушка Антония Младшая, Друз Младший и Ливилла. Среди эллинистических царей наиболее часто назывались Птолемей I и Эвридика I, Птолемей III и Береника II, Александр I Балас и Клеопатра Тея, Птолемей X и Клеопатра III, а также Митридат Понтийский.
Эксперты вели долгие дебаты относительно даты и места происхождения данной камеи. Версии охватывают период времени, по крайней мере, в три века, и расхождения в мнениях до сих пор сохраняются. В настоящий момент авторитеты придерживаются мнения, что работа происходит из Александрии, где и возникло подобное искусство работы с камнями. Эта теория также подпитывается иконографическими исследованиями и замеченной связью с египетской традицией. Кроме того, учитывается любовь к мифологическим сюжетам, свойственная двору Птолемеев, а также сходство с рельефами Александрии. Стиль и природа резьбы, её отличие от римской традиции, склонили многих экспертов к тому, чтобы передвинуть дату к первому эллинистическому периоду, когда как раз и возникли двойные профильные портреты. Этот тип, известный как capita jugata, характеризуется тем, что один профиль появляется непосредственно за другим.

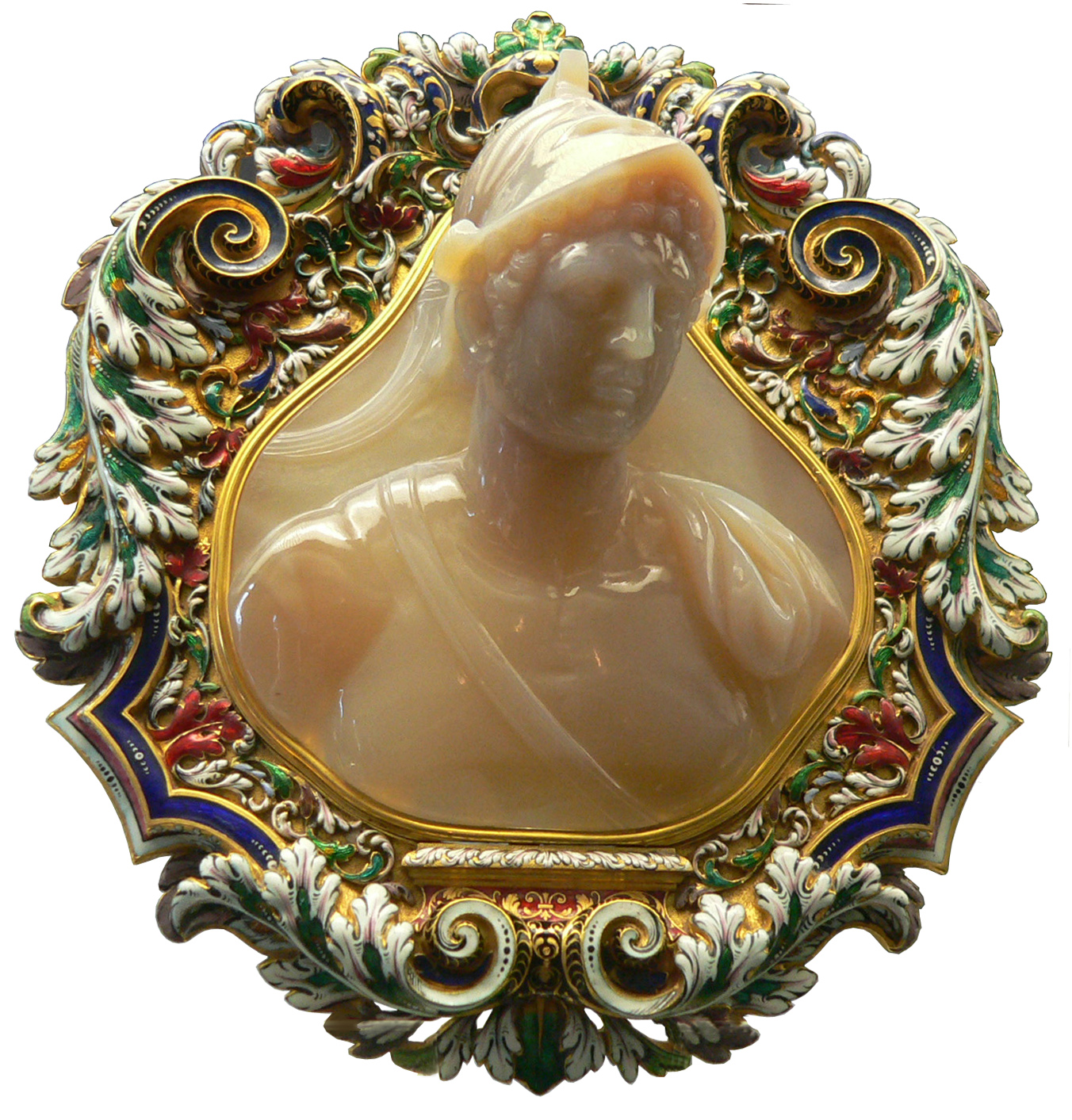
Камея с изображением Птолемея II. Париж, кабинет медалей

В целом, поскольку стиль и техника доказывают, что камея была изготовлена в Александрии и относится к первому эллинистическому периоду, то большинство исследователей считают невозможными, чтобы она изображала правителей Рима или Сирии. До сих пор наиболее правдоподобными и популярными остаются две версии: Александр Македонский с матерью или же сын его полководца Птолемей II с женой. Обе теории имеют своих сторонников и противников, с готовностью указывающих на сходство изображенных с известными идентифицированными портретами. Версии Александра придерживаются J. Krause, A. Furtwängler, J. Bernoulli, A. Heckler, G. Lippold, M. Bieber, G. Richter, G. Wirth.
Тем не менее, поскольку помимо матери, никакой другой женщины, достойной того, чтобы быть изображённой рядом с Александром, исследователи предложить не могут, и имея в виду тот факт, что в чертах мужчины и женщины находят семейное сходство, предположение, что камея изображает Птолемея и его сестру-жену Арсиною, кажется наиболее правдоподобным. Эту версию предложил J. Eckhel, развил E. Q. Visconti, а поддерживают C. Davenport, A. Springer, A. Michaelis, G. Rodenwaldt, A. Adriani, Z. Kiss, равно как и М. Максимова и О. Неверов, которые также указывают на то, что в нумизматике периода первых Птолемеев была принята именно capita jugata.

### Состояние
У Птолемея полоска ожерелья на шее дополнена странным коричневым завитком: это след позднейшей реставрации в попытке скрыть, что камея была сломана пополам.

## Художественная характеристика
Камея представляет собой парный портрет правителей Египта. Их изображения являются идеализированными образами. В работе неизвестного александрийского мастера умело использованы фактура и цвет трех различных слоев камня, благодаря чему кожа оказывается молочно-белой, а доспехи — темными.

«Полновластные монархи эллинистического Египта Птолемей II и его жена Арсиноя представлены здесь как боги греческого пантеона — θεοί
ἄδελφοι. Изображая своих владык, придворный мастер идеализирует их, придавая Птолемею II сходство с Александром Великим, подчеркивая юность, красоту, энергию в идеальном профиле царя. Портрет его жены кажется иератически строгим, мягкие черты лица дышат спокойствием. На плече Птолемея II — эгида Зевса, верховного бога эллинов, а шлем уподобляет его богу Аресу. На головах царя и царицы, как знак обожествления, — лавровые венки.

Поражает смелая, виртуозная техника мастера: энергичная пластика, мягкая, нюансированная моделировка в сочетании с тонким колористическим решением делают камею прекрасным образцом «живописи в камне». На пепельно-сером фоне четко вырисовываются профили царя и его жены. Резчиком использованы постепенные градации трех основных слоев камня: за ослепительно-белым профилем Птолемея, будто выделенным ярким светом, виден уходящий в тень голубоватый профиль Арсинои. В верхнем, коричневом, слое вырезаны шлем, волосы, эгида царя, а встретившиеся более светлые вкрапления использованы для розетки на шлеме и украшающих эгиду голов Медузы и Фобоса. Это усиливает живописность камеи. Варьируя полировку, мастер придал среднему, несколько прозрачному, слою телесную теплоту, а верхнему, в котором вырезан шлем, — почти металлический блеск».

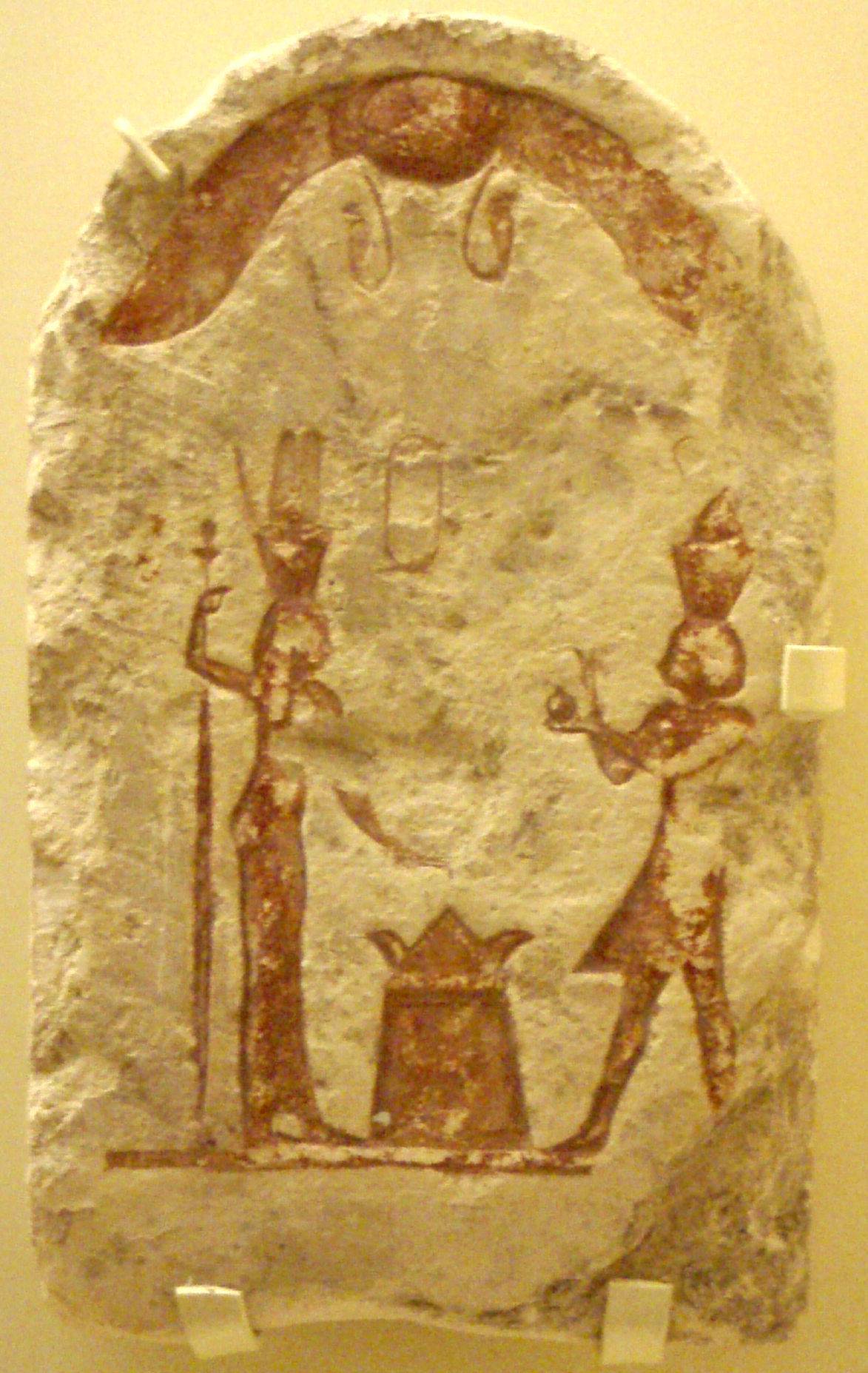
Египетская стела, изображающая Арсиною, принимающую подношения от Птолемея

Правители изображены в двойном профиле в качестве богов, сочетавшихся священным браком (ιερός γάμος). На Арсиное надета свадебная «фата» и лавровый венок, другой венок надет на шлем Птолемея, украшенный также вверху звездой и крылатым драконом.
Если придерживаться наиболее общепринятой версии идентификации модели (Птолемей II и Арсиноя II), то сюжет брака получает особую ценность. Это был первый брак между эллинистическими правителями Египта, заключенный по древнеегипетской традиции — между братом и сестрой, что являлось достаточно шокирующим для греческого общества. В сохранившемся списке титулов Арсиноя подчеркивает, что она была дочерью царя, сестрой царя и женой царя, известен также её амбициозный и мятежный характер, а также активное участие в управлении государством. Благодаря этому, вероятно, художник счёл возможным изобразить царицу бок о бок с царём. После смерти Арсиноя была обожествлена как «любящая своего брата богиня» (θεά φιλάδελφος).

## Интересные факты
- С 1992 года камея Гонзага является зарегистрированным товарным знаком ОАО «Камея» и используется для кондитерской продукции[8].
- Оникс, из которого изготовлена камея, имеет твёрдость 6-7 по Шкале Мооса, что примерно соответствует твёрдости оконного стекла и лучшим современным инструментальным сталям. Античные мастера обрабатывали подобные материалы инструментами, уступающими им по твёрдости, с использованием порошка корунда твёрдостью 9. По оценкам специалистов, при подобной технологии, на изготовление такой камеи могло уйти не одно десятилетие[9].